# لاپاز، اروگوئه
لا پاز، اروگوئه (به اسپانیایی: La Paz) شهری در کشور اروگوئه، استان کنلونس است که جمعیت آن در سرشماری سال ۲۰۰۴ میلادی ۱۹٬۸۳۲ نفر بوده‌است.